# Angelo Kelly
Angelo Gabriele Kelly (ur. 23 grudnia 1981 Pampeluna, Hiszpania) – piosenkarz, kompozytor, perkusista i producent. Przez wiele lat występował wraz z rodzeństwem w zespole The Kelly Family. Obecnie zajmuje się karierą solową.

## Życiorys
Angelo Kelly urodził się 23 grudnia 1981 jako najmłodszy z 12 rodzeństwa. Jego matka, Barbara Ann, zmarła na raka wkrótce po jego narodzeniu.
Już w wieku dwóch lat Angelo zaczął występować na scenie wraz z rodzeństwem i ojcem. Rodzina podróżowała po Europie, występując głównie na ulicach i z roku na rok zyskując coraz większą popularność. Starsze rodzeństwo i ojciec Dan uczyli Angelo gry na różnych instrumentach, między innymi gitarze i perkusji. Już w wieku siedmiu lat Angelo pisał swoje pierwsze piosenki.
W 1994 The Kelly Family wydało album „Over the Hump” będący po dziś dzień najlepiej sprzedającą się płytą w Niemczech. Z tej płyty pochodzi między innymi piosenka „An angel”, śpiewana przez Angelo i jego brata Paddy’ego, dzięki której Kelly Family stało się popularne niemal w całej Europie.
Następna płyta „Almost Heaven” stała się kolejnym wielkim sukcesem zespołu. Pochodząca z tego albumu piosenka „I can’t help myself”, której autorem był właśnie Angelo, została numerem 1 w dziesięciu krajach europejskich. Utwór został napisany dla jego dziewczyny, później żony Kiry.
Także na kolejnych płytach Kelly Family znajdowały się piosenki napisane i zaśpiewane przez Angelo, między innymi: „Because it’s love” (z „Growin’ Up”), „I’ll be your bride” (z „From Their Hearts”), „Mrs Speechless” i „New morals” (z „La Patata”) czy „I wish the very best” (z „Homerun”). Angelo zajął się również produkcją płyt zespołu.

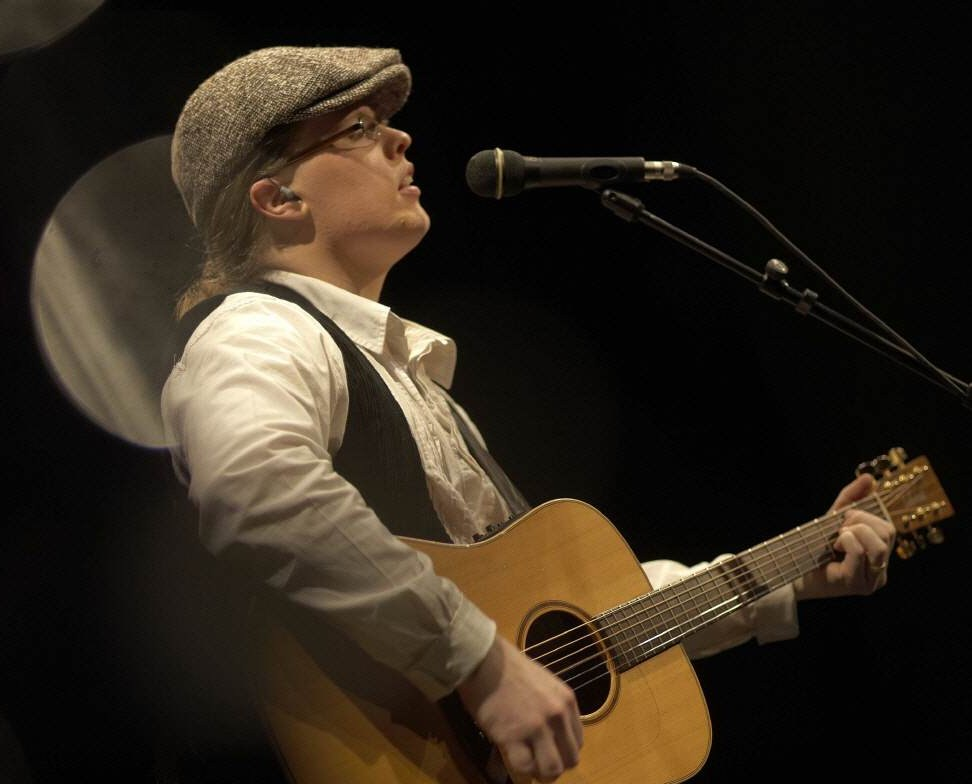
Angelo Kelly (2009)

Po latach Kelly zajął się karierą solową. W 2006 wydał swoją pierwszą płytę „I'm Ready” i wraz ze swoim zespołem wyruszył w trasę koncertową.
Angelo koncertuje po Europie ze swoją żoną i piątką dzieci.

## Życie prywatne
W 1991 Kelly poznał swoją przyszłą żonę Kirę Harms. Przez kolejne lata przyjaźnili się. W grudniu 1998 Angelo Kelly oświadczył się i jego propozycja została przyjęta. W 2002 para wzięła ślub cywilny, a 1 maja 2005 ślub kościelny, o czym śpiewa Angelo Kelly w piosence „Finally one”.
Ma pięcioro dzieci: Gabriéla Jeromego (3 lipca 2001), Helen Josephine (5 listopada 2002), Emmę Marię (6 marca 2006), Josepha Ewana Gregoryego Waltera (23 listopada 2010) i Williama Emanuela (17 lipca 2015).

## Zespół
- Angelo Kelly
- Kira Kelly
- Gabriël Jerome Kelly
- Helen Josephine Kelly
- Emma Maria Kelly
- Joseph Ewan Gregory Walter Kelly
- William Emanuel Kelly

## Dyskografia[4]
Single
- 2012 – Slow Down
- 2008 – Smile for the Picture
- 2007 – Let Me Dream
- 2006 – Finally One (EP)

Albumy
- 2015 – MixTape Live Vol.2
- 2014 – MixTape Live
- 2014 – Live in Berlin
- 2014 – Welcome Home[5]
- 2012 – Off Road (The Christmas Show)
- 2012 – Off Road (Live 2)
- 2012 – Off Road (Live)
- 2012 – Off Road
- 2009 – The Traveller (Live in Warsaw)
- 2009 – The Traveller
- 2008 – Live in Madrid
- 2008 – Up Close (Live)
- 2008 – Lost Sons
- 2007 – Rejoice and be glad
- 2006 – I’m Ready

DVD´s
- 2012 – Off Road (Live ze Stuttgartu)
- 2012 – Off Road (film dokumentalny)
- 2009 – The Traveller
- 2008 – Live in Madrid
- 2008 – Up Close (Live)
- 2006 – I’m Ready (Live)
- 2005 – Piano Drums (Live´05)
- 2004 – Call & Response (z Billym Cobhamem)